# Джютджю
Джютджю (азерб. Cütcü), до 1992 года — Мачкалашен (азерб. Maçkalaşen, арм. Մաճկալաշեն) — село в Сосском сельском административно-территориальном округе Ходжавендского района Азербайджана.
Село известно тем, что недалеко от него находится монастырь Амарас.

## Этимология
Название села могло подписываться в документах как Чютчю, Чутчу, Джутджу, Мочкалашен.
В прошлом территория села была строительной площадкой и гумном. После того, как в XIX веке сюда переселилась часть армян, село, ставшее постоянным поселением, получило название Мачкалашен (арм. Մաճկալաշեն — «крестьянская деревня»). Ойконим связан с названием профессии (азерб. cüt — «соха») означает «культиватор, пахарь, возделывающий землю».
Согласно армянской версии, мачкал (арм. մաճկալն) означает «тот, кто хватает и тянет вниз ручку на сохе или плуге, лемех».
Согласно Решению Милли Меджлиса Азербайджанской Республики от 29 декабря 1992 года № 428, село Мачкалашен Ходжавендского района было названо селом Джутджю.
Также Джютджу (азерб. Cütçü rəqsi) — азербайджанский танец.

## География и климат
Село Джютджю находится в составе Сосского сельского административно-территориального округа Ходжавендского района, при этом в состав этого сельского административно-территориального округа входит также и село Сос, которое является центром этого сельского административно-территориального округа. Село расположено в предгорьях в предгорной местности, в 30 км к юго-западу от районного центра — города Ходжавенд, по обоим берегам реки Агогланчай. Находится в 54 км от города Ханкенди. Имеет площадь 1128,4 га, из них 925,79 га сельскохозяйственные, 144,82 га лесные угодья. Приток реки Варанда протекает через пограничную зону села.
Климат умеренный субтропический, среднегодовая температура воздуха +10 градусов, средняя температура июля от +18 градусов до +22 градусов, максимальная температура достигает +37 градусов, в горах — +32 градуса. Средняя температура января колеблется от −8 градусов до −12 градусов, минимальная температура достигает −17 градусов, а в горах −26 градусов. Среднее количество осадков 410—520 мм.

## История
Одно из старых сёл Нагорного Карабаха, упоминается в историографии с IV века, когда св. Григорий Просветитель начал здесь строительство монастыря Амарас. Как свидетельствуют Мовсес Хоренаци и Фавстос Бузанд в своих книгах «Истории армян», поселение Амарас существовало ещё до строительства монастырского комплекса.
В 1965 году Чартар (настоящее имя Мурад Варданян) в районе села «Алибали», с южной стороны монастыря, на высоком склоне правого берега притока Амарас, при земляных работах обнаружил остатки села Амарас II века, дома которого были построены под землёй. На этом месте были найдены печи для обжига гончарных сосудов, гигантские горшки, каменные шлифовальные машины, ступы, железные горшки, ножи, глиняная резьба, кувшины и браслеты. В местности были найдены медные чаши, на которых имелись надписи медников, изготовлявших их: — «Ананей, сын Манассии», «Егией, сын Цатура». Кладбища села раскинулись у развалин села, с правой стороны села, в районе «Хол» и с левой стороны, на холме «Кзнапат». Фрагмент хачкара был найден недалеко от монастыря Амарас. на котором сохранились остатки надписи с датой 925 года. Второй найденный здесь хачкар изготовлен каменщиком Лазарем в 1091 году. «армянское летоисчисление. (1091) Я Авраам Старший. Вы будете помнить меня. Я создал Лазаря. Вспомните меня во Христе Иисусе».
Согласно Православной Энциклопедии, Амарасская церковь была заложена Григорием Просветителем в IV веке, примерно в 338 году его внук — первый епископ Кавказской Албании Григорис был убит, его ученики похоронили его останки в церкви близ престола с северной стороны. По свидетельству Мовсеса Каганкатваци, в 489 году царь Кавказской Албании Вачаган III Благочестивый строит на его могиле часовню и основывает Алуэнский собор (488 или 493 г.).
В период правления Аршакидов, в I и II веках, представители княжеского дома построили это поселение в окрестностях нынешнего монастырского комплекса.
Во время арабских нашествий монастырь и поселение были разрушены. В 821 году арабы, двигаясь из Партава вглубь Агвана, захватили Амарас и взяли в плен около тысячи человек, закрепившись в крепости Шикакар. Амарас и его окрестности был разрушены и разграблены монголами в 1293 году под предводительством Абага-хана. Ограбив монастырь, они похитили скипетр св. Григориса и золотой крест.
В конце XVIII века Шахназар, мелик Варанды, для отпущения грехов капитально отреставрировал монастырский комплекс. Хачкар с надписью 925 года сохранился в Амарасе.
Перечисляются роды проживавшие в селе: Абунц, Егананц, Гевонданц, Сирарбунц, Киверканц, Сааканц и Мелкумянц.
В советский период село именовалось Мачкалашен и входил в состав Сосского сельсовета Мартунинского района Нагорно-Карабахской автономной области (НКАО) Азербайджанской ССР.
Во время Великой Отечественной войны из села участвовали 131 человек, 51 из них были убиты; в их память в селе установлен памятник.
2 сентября 1991 года на совместной сессии Нагорно-Карабахского областного и Шаумяновского районного Советов народных депутатов была принята Декларация о провозглашении Нагорно-Карабахской Республики в границах Нагорно-Карабахской автономной области (НКАО) и сопредельного Шаумяновского района Азербайджанской ССР.
26 ноября 1991 года Верховный Совет Азербайджанский Республики принял Закон "Об упразднении Нагорно-Карабахской автономной области Азербайджанской Республики". В этом Законе помимо упразднения Нагорно-Карабахской Автономной Области (НКАО), было постановлено в том числе также и переименование Мартунинского района в Ходжаведский и включение района в число районов республиканского подчинения. Затем, решением Милли Меджлиса Азербайджанской Республики от 29 декабря 1992 года № 428, село Мачкалашен Ходжавендского района было названо селом Джутджю. В настоящее время это село Джютджю и входит в состав Сосского сельского административно-территориального округа Ходжавендского района Азербайджана.
В результате Карабахского конфликта, село в октябре 1992 года попало под контроль непризнанной Нагорно-Карабахской Республики (НКР). Согласно административно-территориальному делению  непризнанной республики село находилось в составе Мартунинского района НКР и продолжало называться Мачкалашен (арм. Մաճկալաշեն).
Во время Перовой Карабахской войны (1992—1994) из села участвовало 132 человека, из них 28 были убиты. В 1992 году при попытке взять село Мачкалашен, азербайджанская армия столкнулась с отрядом Монте Мелконяна, который отбил атаку.
Согласно Трёхстороннему Заявлению в ночь с 9 по 10 ноября 2020 года, подписанному по итогам Второй карабахской войны, село Джютджю перешло под контроль Российских миротворческих сил.
В июле 2021 года омбудсмен непризнанной НКР Гегам Степанян получил сигнал о том, что один из жителей села попал в плен, но позже был освобождён. В октября 2021 года произошёл инцидент с флагами.
По сообщению Министерство Обороны НКР, 21-22 ноября 2022 года на линии соприкосновения подразделений ВС Азербайджана и Армии обороны непризнанной НКР, произошла перестрелка, в которой стороны обвинили друга друга, о чём было сообщено командованию Российским миротворческим контингентом. По сообщению Лерника Аванесяна, считавшегося властями непризнанной НКР руководителем села, 9 декабря 2022 года был открыт огонь в направлении тракториста, осуществляющего сельскохозяйственные работы в селе.
В результате боевых действий произведённых Вооружёнными Силами Азербайджана в Карабахе 19-20 сентября 2023 года, село было возвращено под контроль Азербайджана.

## Памятники истории и культуры
Историческими и архитектурными памятниками села являются монастырь Амарас, церковь св. Григориса, хачкар XII—XIII веков и кладбище XIX века.
По состоянию на 2015 год в общине действовали сельская администрация, дом культуры, медпункт, общеобразовательная школа, в которой обучалось 61 учеников, в общине имелся 1 государственный детский сад, который посещали 17 детей.

## Население
В 1989 году в Мачкалашене было 176 домов, 671 житель. В 2005 году в селе проживало 593 человека, а в 2015 году — 546 жителей, 146 дворов. В 2019 году было 146 домов, 577 жителей.
| Год       | 1989 | 2005 | 2008 | 2009 | 2010 | 2015 | 2019 |
| --------- | ---- | ---- | ---- | ---- | ---- | ---- | ---- |
| Население | 671  | 593  | 573  | 576  | 550  | 546  | 577  |

## Экономика
В докофликтный период, населенние занималось виноградарством и плодоводством, в селе были школа, клуб, библиотека.